# الأهرام (جريدة)
جريدة الأهرام هي صحيفة قومية مصرية، ويرأس تحريرها حاليا ماجد منير كما يرأس مجلس إدارتها د. محمد فايز فرحات،
بدأت جريدة أسبوعية بأربع صفحات، ثم تطورت إلى يومية، تصدر صحيفة الأهرام حاليا ثلاث طبعات يومية محليا إلى جانب طبعة دولية تطبع يوميا بعد أن تنقل صفحاتها بواسطة الأقمار الصناعية، في لندن ونيويورك وفرانكفورت، وطبعة عربية تطبع في دبي والكويت، وطبعة إلكترونية.

## التاريخ
تأسست الأهرام في 27 ديسمبر 1875 من قبل اثنين من الأشقاء اللبنانيين، بشارة وسليم تقلا، اللذين كانا يعيشان في ذلك الوقت في الإسكندرية. وصدر العدد الأول في 5 أغسطس 1876، في المنشية بالإسكندرية، كما انها بدأت صحيفة أسبوعية تصدر كل يوم سبت، ولكن بعد شهرين من تأسيس الصحيفة، حولها الاخوة إلى صحيفة يومية. وقد تم توزيع هذه الصحيفة في مصر وبلاد الشام. في نوفمبر عام 1899، تم نقل مقر الأهرام للقاهرة. وقد كانت الأهرام منذ صدورها الأسبوعي تهتم بالأخبار الرصينة، وتمتنع عن التوافه، وكان سليم تقلا يرى في الصحافة رسالة ووظيفة تأبى على حاملها أن يزل في لفظ أو يخطئ في تعبير؛ لذلك كان يأنف الطعن في الأشخاص والهيئات، ويتحرى الدقة فيما ينشر. وكان أسلوب الأهرام أكثر سلاسة ووضوحا من الصحف المعاصرة لها؛ إذ استطاع سليم وبشارة -وكانا من ذوي الثقافة الفرنسية، ويمتلكان حظا وافرا من الثقافة والبيان العربي- أن يشقا للأهرام وللصحافة المصرية والعربية أسلوبا جديدا في الكتابة الصحفية، يبتعد عن السجع وأساليب الكتابة الإنشائية التقليدية، واعتمدا على اللغة الرصينة السهلة التي تلائم طبيعة الصحافة السيارة التي تخاطب القراء على اختلاف ثقافاتهم.
وصف طه حسين الأهرام بأنها «ديوان الحياة المعاصرة»؛ فالأهرام ليست صحيفة امتد بها العمر حتى شاخت ووصلت من الحياة إلى أرذل العمر، ولكن مرور الزمن كان يزيدها أصالة، ومن ثم فهي صحيفة تحمل على ظهرها تاريخا سياسيا واجتماعيا واقتصاديا وثقافيا، محليا ودوليا؛ فشمولها للأحداث جعلها ديوانا للأحداث بلغة عصرها وانفعالاته واهتماماته.

## الإصدارات

الإصدار الأول للاهرام

الأهرام اليومي هو الرائد المعروف الآن بدار الأهرام، وهي الأكبر في مصر. مقر الأهرام في بولاق، القاهرة. وتمت السيطرة على مضمونه من قبل وزارة المعلومات المصرية. الطبعة العربية تسمى الأهرام العربية تصدر في العالم العربي والعاملين المصريين في الخارج في الدول العربية. وتنشر بشكل يومي في البحرين، والمملكة العربية السعودية والكويت والإمارات العربية المتحدة وتوزع في مصر ومنطقة الخليج.
وقد نشرت طبعة باللغة العربية الدولية تدعى الأهرام دولي في لندن منذ عام 1984. طباعته في كل من لندن وباريس ويتم توزيعها في جميع أنحاء أوروبا والولايات المتحدة وكندا ومصر.
الأهرام تنتج موقع إخباري متجدد باستمرار باللغة الإنجليزية في English.Ahram.org.eg، ويدعى الأهرام أون لاين. ويتم إنتاج نسختين الأسبوعية الناطقة باللغة الأجنبية أيضا.
كان لدى جريدة الأهرام باب يعد من أشهر أبواب رسائل القراء وهو باب بريد الجمعة والذي كان يتولاه الكاتب الصحفي الراحل عبد الوهاب مطاوع ويتولاه حاليا خيري رمضان.
كما للأهرام أيضا نسخة أسبوعية باللغة الإنجليزية وهي «الأهرام ويكلي» ونسخة أسبوعية بالفرنسية 'الأهرام ابدو'.
ولهم مجلة "ديوان الأهرام" تصدُر فصلية عن مؤسسة الأهرام.
الإصدارات التابعة لجريدة الأهرام هي:
1. الأهرام المسائي
2. مجلة نصف الدنيا
3. مجلتي الأهرام الاقتصادي ولغة العصر
4. الشباب
5. الأهرام العربي
6. الأهرام الرياضي
7. الأهرام ويكلي
8. الأهرام إبدو
9. مجلة علاء الدين
10. السياسة الدولية
11. الأهرام التعاوني والزراعي
12. مجلة البيت
13. ديوان الأهرام
14. مركز الدراسات السياسية والإستراتيجية (يقوم بإصدار عدد 4 إصدارات مختلفة متخصصة في السياسة والقضايا العالمية )

## الملكية ونفوذ الحكومة
وتعود ملكية الأهرام لمؤسسة الأهرام وتعد واحدة من أكبر الصحف المنتشرة في العالم. تملك الحكومة المصرية حصة مسيطرة من الأسهم وتعين المحررين. وباعتبارهم معينين من الدولة، تمارس الرقابة عليها قليلا؛ ومن المفهوم أنهم هم من الموالين للدولة. في عهد الرئيس حسني مبارك، تجاهل الناس الأهرام إلى حد كبير، وهامشها أحزاب المعارضة حزب مبارك الحاكم ولم تنشر الكثير من الانتقاد المباشر للحكومة.
في تقرير لعام 2005 على حرية الصحافة في مصر، ذكرت أن الافتتاحيات في العديد من الصحف ومنها جريدة الأهرام، قد تصبح حرجة بشكل متزايد من سيطرة الحزب الوطني الديمقراطي في الحكومة، وفساد نظام مبارك. وفي مقابلة مع مراسلون بلا حدود، وقال عبد الحليم قنديل، رئيس تحرير المجلة الأسبوعية العربي، أن الحكومة تدخلت في عملية مستقلة من الأهرام عن طريق التحكم في المطابع وتعيين المحررين.

## جدل حول صورة

جدل حول هذه الصورة

تعرضت الجريدة لهجوم شرس حين اكتشف أحد المدونين المصريين وائل خليل
قيام الجريدة بتعديل على صورة تجمع الرئيس المصري «مبارك» مع قادة الولايات المتحدة الأمريكة وفلسطين وإسرائيل والأردن، حيث قاموا بوضع مبارك في المقدمة.

## الكتاب البارزين
تضم قائمة من تولوا مسؤولية إدارة الأهرام، ورئاسة تحريرها على مدار 130 عاما عدد كبيرا من أعلام الصحافة والأدب من بينهم:
- نجيب محفوظ (1911–2006)، في عام 1988 حصل على جائزة نوبل في الأدب
- سلامة موسى
- طه حسين
- زكي نجيب محمود
- يوسف إدريس
- إحسان عبد القدوس
- محمد حسنين هيكل
- إدوارد سعيد
- حميد دباشي
- أهداف سويف
- عمرو عبد السميع
- أنيس منصور
- عزمي بشارة
- جوزيف مسعد
- فكري باشا أباظة

وحرص الأهرام منذ نشأته على تقديم النخبة من الأدباء والمفكرين لقرائه عبر مقالات دورية من بينهم: أحمد لطفي السيد، ومحمود سامى البارودي وأحمد شوقي ومصطفى لطفى المنفلوطي، والعقاد، وتوفيق الحكيم، وبنت الشاطئ وثروت أباظة، ولويس عوض، وعبد الرحمن الشرقاوي وأحمد بهجت.

## رؤساء التحرير
- ماجد منير
- علاء ثابت
- محمد عبد الهادي علام.[18]
- عبد الناصر سلامة.[19]
- عبد العظيم حماد.
- أسامة سرايا (2011 – 2005).
- إبراهيم نافع (2005 – 1984).
- علي حمدي الجمال (1978 – 1975).
- أحمد بهاء الدين (1975 – 1974).
- محمد حسنين هيكل (1974 - 1957).
- أحمد الصاوي محمد (1957 - 1948).
- عزيز ميرزا (1955 - 1948).
- أنطون الجميل (1948 – 1933).
- داوود بركات (1933 - 1902).
- خليل مطران (1902 - 1901).
- محمد زكي عبدالقادر (1906-1982)

## وصلات خارجية
- الموقع الرسمي